# Receptor X retinoide alfa
El receptor X retinoide alfa (RXRA), también conocido como NR2B1 (de sus siglas en inglés "nuclear receptor subfamily 2, group B, member 1"), es un receptor nuclear codificado, en humanos, por el gen rxrA.
Los receptores X retinoides (RXRs) y los receptores de ácido retinoico (RARs) son receptores nucleares que actúan como intermediarios de los efectos biológicos de los retinoides en la activación del gen que codifica las proteínas implicadas en la síntesis de ácido retinoico. Estos receptores ejercen su acción mediante la unión, como homodímeros o como heterodímeros, a secuencias específicas en los promotores de los genes diana, y la regulación de su transcripción. La proteína RXRA es un miembro de la superfamilia de factores de transcripción de receptores de hormonas tiroideas y esteroideas.

## Interacciones
El receptor X retinoide alfa ha demostrado ser capaz de interaccionar con:
- NFKBIB[3]
- CLOCK[4]
- TRIM24[5][6]
- NCOA2[6][7]
- Shp[8][9]
- NPAS2[4]
- POU2F1[10][11]
- ITGB3BP[12]
- Proteína de unión a TATA[13]
- IGFBP3[14]
- NCOA3[15][6]
- NRIP1[16][17]
- NCOA6[18][19][20][21]
- Receptor de hormona tiroidea beta[22][23]
- Receptor de ácido retinoico alfa[24][25]
- NGfIB[26]
- TADA3L[27]
- BCL3[28]
- PPARG[29][30][31]
- RNF8[32]
- PPARGC1A[33]
- BRD8[34]
- Receptor X hepático beta[35]
- MyoD[36]
- FXR[35]
- Receptor de calcitriol[37][7]